# Santa Francesca Romana a Strada Felice
Santa Francesca Romana a Strada Felice, även benämnd Santa Francesca Romana in Via Sistina och Santa Francesca Romana dei Padri del Riscatto, var en kyrkobyggnad i Rom, helgad åt den heliga Franciska av Rom. Kyrkan var belägen vid dagens Via Sistina i Rione Colonna.

## Kyrkans historia
Kyrkan och det intilliggande klostret uppfördes år 1614 på uppdrag av Trinitarieorden. Under Innocentius XI:s pontifikat (1676–1689) fick Mattia de Rossi, elev till Bernini, i uppdrag att restaurera kyrkan och rita en ny fasad. En av altarmålningarna var utförd av Francesco Cozza och föreställde Jungfru Maria och Jesusbarnet med två änglar som visar dem Trinitariernas ordensdräkt.
Under 1700-talets första hälft lämnade Trinitariefäderna kyrkan och installerade sig vid Santissima Trinità degli Spagnoli, belägen vid Via Condotti. För en tid hyste klostret ett härbärge för medellösa flickor, kallat Ritiro della Croce, vilket förestods av Zitelle Povere di Santa Francesca. I slutet av 1800-talet övertogs kyrkan och klostret av Pontificio Collegio Boemo; i samband med detta helgades kyrkan åt den böhmiske prästen och martyren Johannes Nepomuk och gavs namnet San Giovanni Nepomuceno. År 1929 lämnade det böhmiska prästseminariet kyrkan och klostret för nya lokaler vid Via Concordia i sydöstra Rom.

## Rivning
Kyrkan revs år 1930. En annan källa anger att rivningen ägde rum under 1950-talet. På platsen står nu Teatro Sistina.